# Isabelle Thorpe
Isabelle Anya Thorpe, född 4 mars 2001, är en brittisk konstsimmare. 

## Karriär
Vid olympiska sommarspelen 2020 i Tokyo, som arrangerades 2021, slutade Thorpe på 14:e plats tillsammans med Kate Shortman i partävlingen. I juni 2023 vid europeiska spelen i Kraków-Małopolska tog hon brons tillsammans med Kate Shortman i det fria parprogrammet.
I februari 2024 vid VM i Doha tog Thorpe silver i det tekniska parprogrammet och brons i det fria parprogrammet tillsammans med Kate Shortman. I juni 2024 tog de silver tillsammans i både det fria och tekniska parprogrammet vid EM i Belgrad. Vid olympiska sommarspelen 2024 i Paris tog Thorpe silver tillsammans med Kate Shortman i partävlingen.
Vid konstsim-EM 2025 i Funchal tog Thorpe silver i det tekniska programmet för mixade par tillsammans med Ranjuo Tomblin. Vid VM 2025 i Singapore tog hon brons i det fria programmet för mixade par tillsammans med Ranjuo Tomblin.